# Servidors del Poble per a Letònia
Servidors del Poble per a Letònia (en letó: Tautas kalpi Latvijai,TKL), inicialment Pàtria (letó Dzimtene) és una coalició política d'esquerres de Letònia, fundada el 2004.
El seu cap fou Viktors Kalnbērzs, i el més famós fou Juris Žuravļovs. La coalició era formada pel Partit Socialdemòcrata del Benestar i "Per la Pàtria, Justícia Social i Igualtat de Drets" (abreviat en rus "ЗаСССР", que vol dir "Per la URSS").
El 2005 va obtenir representació al Consell Municipal de Riga, on es va presentar en coalició amb el Partit Socialista Letó. A les eleccions legislatives letones de 2006 només va obtenir el 2,08% dels vots (menys del 5%) i va romandre fora del Saeima. La coalició es va dissoldre el 2008.
El juny de 2022 la direcció del partit va ser assumida pels activistes de l'associació Servants del Poble , un grup fundat durant la pandèmia de la COVID-19 per oposar-se a les restriccions. El líder del grup, Aivars Smans, es va convertir en el nou president del partit que posteriorment va ser rebatejat com a Servidors del Poble per a Letònia.